# Peucedanum lubimenkoanum
Peucedanum lubimenkoanum är en flockblommig växtart som beskrevs av Mikhail Ivanovich Kotov. Peucedanum lubimenkoanum ingår i släktet siljor, och familjen flockblommiga växter. Inga underarter finns listade i Catalogue of Life.